# Каран – Хурсанія
Каран – Хурсанія – складова трубопровідної інфраструктури газопереробного заводу Хурсанія, що працює на сході Саудівської Аравії.
У 2000-х роках в Саудівській Аравії узялись за масштабний проект з нарощування видобутку газу, який мав вивільнити додаткові обсяги нафти для експорту. В межах проекту передбачалось введення в розробку офшорних газових родовищ, першим з яких стало Каран, що почало роботу в 2011 році.
Встановлені на Каран платформи для розміщення фонтанних арматур (первісно чотири, а з 2017-го – п’ять) сполучили перемичками діаметром по 500 мм із платформою для розміщення маніфольду. Від останньої бере початок головний експортний трубопровід до газопереробного заводу Хурсанія. Він має довжину 110 км, з яких 85 км припадає на офшорну ділянку, та виконаний в діаметрі 900 мм.